# الانتخابات الرئاسية الأوكرانية 2004
انتخابات الرئاسة الأوكرانية 2004 هي الانتخابات الرئاسية التي جرت في 2004، لانتخاب قائمة رؤساء أوكرانيا، فاز بالانتخابات فيكتور يوشتشينكو.